# Explorer Shoals
Die Explorers Shoals sind ein 250 m langes und rund 200 m breites Gebiet aus Untiefen und submersen Rifffelsen vor der Georg-V.-Küste in Ostantarktika. Sie liegen vor dem Kap Denison auf der Ostseite der Einfahrt zum Boat Harbour.
Namensgeber ist der Dreimaster Dick Smith Explorer, ein Forschungsschiff des australischen Unternehmers und Abenteurers Richard Harold „Dick“ Smith (* 1944).